# Gołąbki (potrawa)
Gołąbki – potrawa półmięsna z farszu zawiniętego w rolki z liści białej kapusty głowiastej. Tradycyjnymi składnikami farszu są mielone mięso wieprzowe i ryż lub kasza oraz dalsze dodatki, jak np. cebula, grzyby i przyprawy. Istnieją także inne warianty nadzienia np. z mięsem drobiowym, baraniną lub bez mięsa. Przed podaniem gołąbki są duszone lub smażone na tłuszczu.
Na Kresach znane są też pieczone gołąbki zawijane w kwaszone liście kapusty, podawane głównie jako potrawa wigilijna. Na Wigilię robione są z farszem z kaszy gryczanej, natomiast w ciągu roku – farszem może być mięso mielone z kaszą gryczaną lub ryżem. Farsz zawijany jest w liście kiszonej w całości kapusty białej. Po zawinięciu gołąbki piecze się w zamkniętym naczyniu.
Czasem stosowano jako zamiennik liści kapusty szerokie liście odziomkowe szałwii łąkowej.
Podobnie jak kiszona kapusta, gołąbki są tradycyjną potrawą w krajach Europy Środkowej i Wschodniej. Dzięki rozpowszechnionej uprawie kapusty w tych regionach były w wiekach minionych często potrawą biedniejszych warstw ludności.

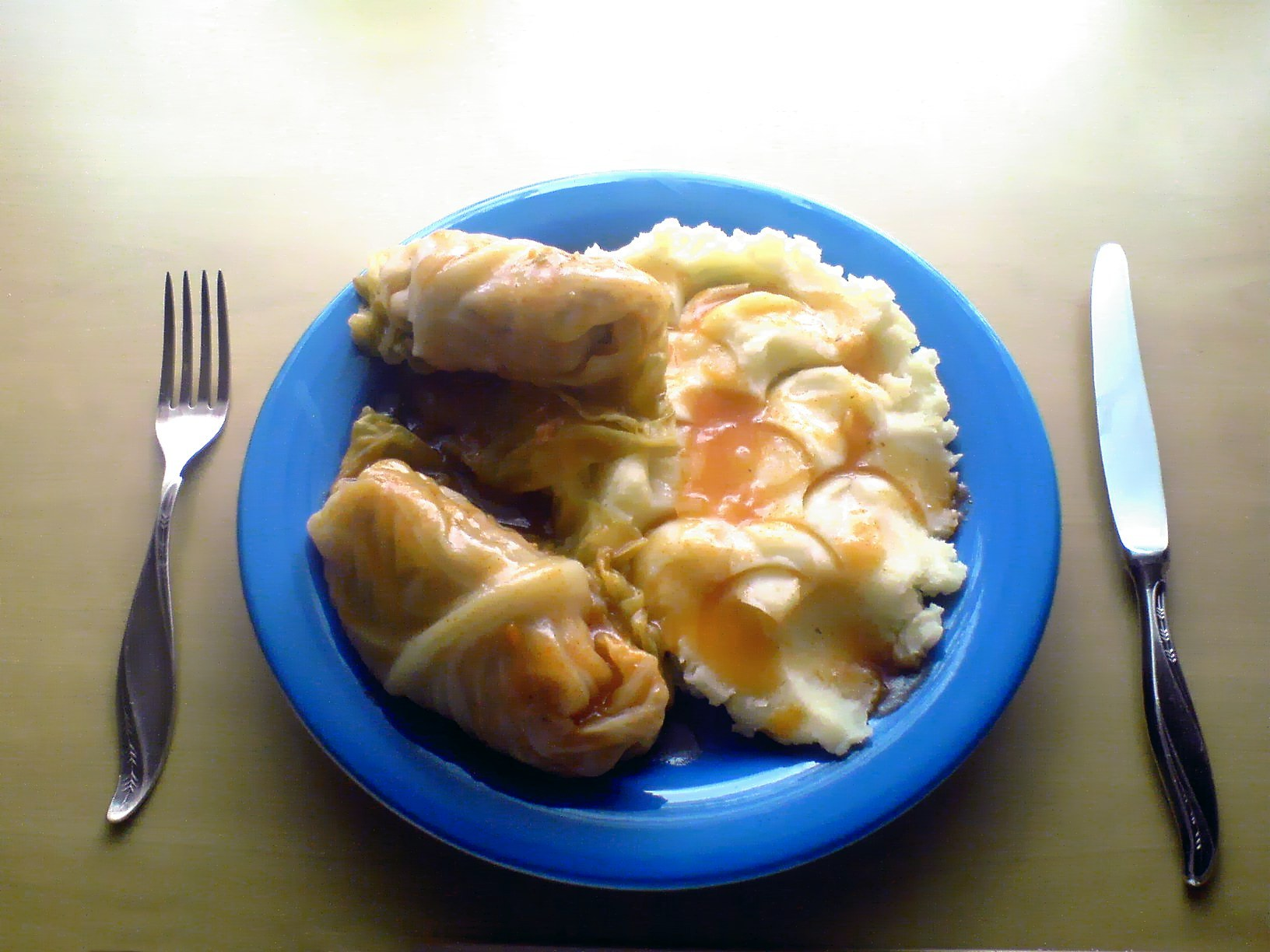
Gołąbki z ziemniakami

W Czechach i na Słowacji gołąbki nazywają się holubce, w niektórych regionach Stanów Zjednoczonych glubkis, na Ukrainie – голубці, na Białorusi – галубцы, na Litwie – balandėliai, a w Rosji – голубцы. W Niemczech znane są w jako Krautwickel bądź Kohlrouladen. Według tradycji Żydów Aszkenazyjskich znane są jako holiszki i zwyczajowo przyrządza się je podczas święta Sukkot, aby symbolizować obfite żniwa oraz w Simchat Tora, ponieważ dwa holiszki umieszczone obok siebie przypominają zwoje Tory. Dotarły także do Szwecji, gdzie nazywają się kåldolmar, a w Finlandii kaalikääryleet. Znajomość gołąbków w Szwecji prawdopodobnie zawdzięcza się osmańskim wierzycielom króla szwedzkiego Karola XII, którzy rezydowali w XVIII wieku w Sztokholmie. Na Półwyspie Bałkańskim i w Rumunii podobnymi potrawami są sarme (w Rumunii sarmale), czy też dolmades, chociaż tutaj używa się przede wszystkim liści winorośli lub kiszonej kapusty.

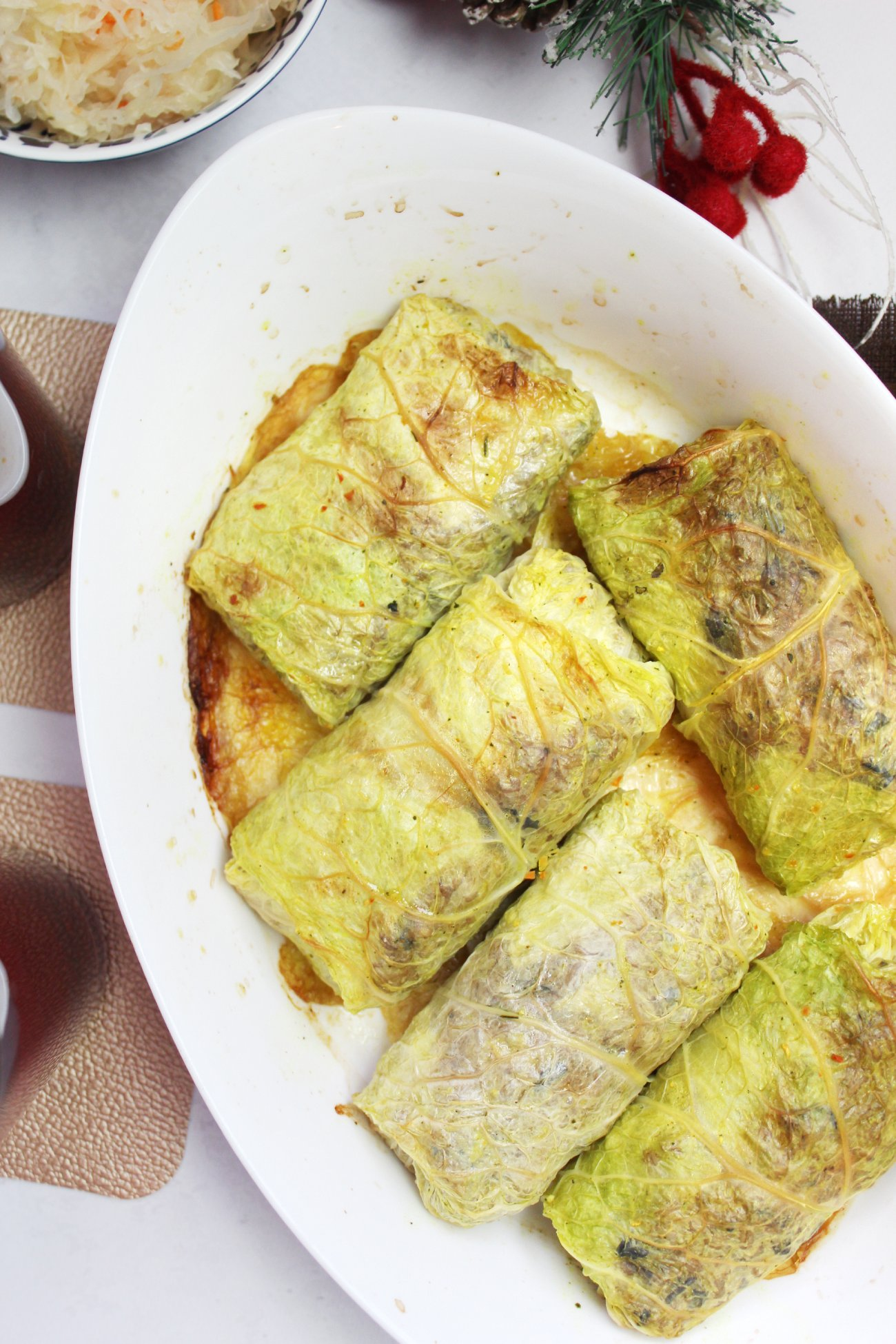
Gołąbki z liści kapusty włoskiej

Pochodzenie nazwy potrawy nie jest pewne. Max Vasmer przyjmuje pochodzenie dosłowne, to znaczy od słowa „gołąb”, co tłumaczy zbieżnością kształtu potrawy i ptaka. Polski językoznawca Marek Stachowski uznaje ten wywód za semantycznie wątpliwy. On sam wyciąga hipotezę, że słowo to jest pożyczką orientalną, argumentując to tym, że podobna potrawa znana jest również w Lewancie i Azji Środkowej. Jako możliwe źródła słowa wymienia perskie ‏کلم‎ kalam „kapusta” lub ‏کلم پیچ‎ kalam pič „kapustozwój” oraz ormiańskie կաղամբ kałamb „kapusta”. Dopiero po zapożyczeniu słowo miało zostać przekształcone przez wpływ etymologii ludowej, aby przypominało nazwę ptaka.